# James Bregman
James Steven Bregman (født 17. november 1941) er en amerikansk judoka. Han var med på det første amerikanske judohold ved Sommer-OL.
Han startede med at dyrke judo da han var 12 år gammel og gik senere på college i Japan.
I 1964 vandt han det amerikanske mesterskab i Judo.
I 1964 var Judo med på programmet ved Sommer-OL i Tokyo for første gang. Her fik han bronze i vægtklassen -80 kg, og var den eneste amerikaner der vandt en medalje i Judo under sommer-OL 1964.
I 1965 vandt han guld ved de Panamerikanske judomesterskaber i vægtklassen -80 kg. Samme år vandt han også guld ved Maccabiaden
I 1965 blev han også den første amerikaner til at vinde en medalje ved et VM i judo da han fik bronze.
I januar 2018 blev han tildelt titlen judan (10. dan) af United States Judo Association.